# هوگو سوتلو
هوگو سوتلو (انگلیسی: Hugo Sotelo؛ زادهٔ ۱۹ دسامبر ۲۰۰۳) بازیکن فوتبال است.